# Comme une femme (film, 1980)
Pour plus de détails, voir Fiche technique et Distribution.
Comme une femme est un film franco-canadien réalisé par Christian Dura et sorti en 1980.

## Synopsis
Une transexuelle, apparemment ayant subi chirurgie de crs voyage du Quebec en France pour vivre dans un climat plus favorable. Elle y trouve un emploi et des amis. Le film prend un air realistic, contenant des memoires de son enfance.

## Fiche technique
- Titre : Comme une femme
- Réalisation : Christian Dura, assisté de Michel Clément
- Scénario : Christian Dura
- Photographie : Marc Fossard
- Son : Jean-David Curtis
- Montage : Claude Cohen
- Musique : Benoît Kaufman
- Producteur : Michel Gast
- Sociétés de production : Cinéart - SND Films
- Pays d'origine :  France -  Canada
- Durée : 108 minutes
- Date de sortie : France, 30 janvier 1980

## Distribution
- Pascale Arcia : Victor Lucas / Vicky
- Patrick Guillemin : Olivier
- Jean Droze : Chouchou
- Philippe Aussant : Christophe
- Judy Bobiak : Monica
- Philippe Nicaud : Jean-Charles
- Yvonne Clech : Maggy
- Anne-Marie Coffinet : Evelyne
- Perrette Pradier : Julie
- Max Montavon : Max